# 陳潔瑤
陳潔瑤（1975年12月5日—）是台灣電影導演，宜蘭縣南澳泰雅族人，她的作品多以原住民為題材。2022年以執導的《哈勇家》獲得第59屆金馬獎最佳導演獎，成為金馬獎最佳導演中首位臺灣女性暨首位原住民。

## 經歷
陳潔瑤出生於宜蘭縣，父親為警察，母親為老師，從小在台中成長，大學就讀世新大學廣電系電影組，開始學習影片拍攝；曾於 瞿友寧 張作驥、蔡明亮工作室擔任副導、企劃、宣傳等工作，也曾於原住民族電視台、大愛電視台擔任製作人與編導，影視製作經歷豐富，是台灣首位原住民電影女導演。由於她在都市中成長，她的原住民認同一直到30歲後進入原住民電視台後才開始建立。
2010年，她完成首部劇情長片《不一樣的月光》；2016年，她的第二部長片《只要我長大》於台北電影獎獲得包含百萬首獎、最佳劇情片、最佳導演等五座獎項，並被選為代表台灣參與第89屆奧斯卡金像獎最佳外語片提名競逐。2023年擔任第60屆金馬獎複選及決選評審委員。

## 作品
- 2010年 劇情片《不一樣的月光》（ Inina Ptnaq Na Bcingan）（導演、編劇）
- 2016年 劇情片《只要我長大》（ Hang in there, kids!）（導演、編劇）
- 2017年 紀錄片《漂流遇見你》（ Ça Fait Si Longtemps）（導演）
- 2022年 劇情片《哈勇家》（ GAGA）（導演、編劇）
- 2023年 劇情片《男孩奇幻夜》（ TAYAL FOREST CLUB）（導演、編劇）

## 獎項紀錄
| 年份   | 頒獎典禮                | 獎項                                 | 作品             | 入圍者                                                               | 結果 |
| ------ | ----------------------- | ------------------------------------ | ---------------- | -------------------------------------------------------------------- | ---- |
| 2008年 | 新聞局優良劇本          | 優良劇本獎                           | 《不一樣的月光》 | 陳潔瑤                                                               | 獲獎 |
| 2012年 | 101年度徵選優良電影劇本 | 優良電影劇本佳作獎                   | 《只要我長大》   | 陳潔瑤                                                               | 獲獎 |
| 2015年 | 第23屆十大傑出女青年    | 十大傑出女青年                       | 不適用           | 陳潔瑤                                                               | 獲獎 |
| 2016年 | 第18屆台北電影獎        | 百萬首獎                             | 《只要我長大》   | 《只要我長大》                                                       | 獲獎 |
| 2016年 | 第18屆台北電影獎        | 最佳劇情長片                         | 《只要我長大》   | 《只要我長大》                                                       | 獲獎 |
| 2016年 | 第18屆台北電影獎        | 觀眾票選獎                           | 《只要我長大》   | 《只要我長大》                                                       | 獲獎 |
| 2016年 | 第18屆台北電影獎        | 最佳導演                             | 《只要我長大》   | 陳潔瑤                                                               | 獲獎 |
| 2016年 | 第53屆金馬獎            | 最佳原著劇本                         | 《只要我長大》   | 陳潔瑤                                                               | 提名 |
| 2016年 | 第53屆金馬獎            | 最佳原創電影歌曲                     | 《只要我長大》   | 詞：陳潔瑤、高蕾雅 曲：保卜 唱：林意涵 〈愛不用說話〉                | 提名 |
| 2017年 | 休士頓國際影展          | 戲劇類劇情長片(家庭戲劇)評審團特別獎 | 《只要我長大》   | 《只要我長大》                                                       | 獲獎 |
| 2017年 | 第46屆義大利Giffoni影展 | CIAL Prize for environment特別獎     | 《只要我長大》   | 《只要我長大》                                                       | 獲獎 |
| 2022年 | 第59屆金馬獎            | 最佳劇情片                           | 《哈勇家》       | 《哈勇家》                                                           | 提名 |
| 2022年 | 第59屆金馬獎            | 最佳導演                             | 《哈勇家》       | 陳潔瑤                                                               | 獲獎 |
| 2022年 | 第59屆金馬獎            | 最佳原著劇本                         | 《哈勇家》       | 陳潔瑤、謝惠菁                                                       | 提名 |
| 2022年 | 第59屆金馬獎            | 最佳原創電影歌曲                     | 《哈勇家》       | 詞 : 陳潔瑤、保卜・巴督路 曲 : 保卜・巴督路 唱 : 林亭莉 〈烤火的房〉 | 提名 |
| 2022年 | 第33屆新加坡國際電影節  | 「亞洲長片競賽」 最佳導演            | 《哈勇家》       | 陳潔瑤                                                               | 獲獎 |
| 2022年 | 第4屆台灣影評人協會獎   | 最佳影片                             | 《哈勇家》       | 《哈勇家》                                                           | 提名 |
| 2022年 | 第4屆台灣影評人協會獎   | 最佳導演                             | 《哈勇家》       | 陳潔瑤                                                               | 獲獎 |
| 2022年 | 第4屆台灣影評人協會獎   | 最佳劇本                             | 《哈勇家》       | 陳潔瑤、謝惠菁                                                       | 獲獎 |
| 2023年 | 第25屆台北電影獎        | 最佳劇情片                           | 《哈勇家》       | 《哈勇家》                                                           | 獲獎 |
| 2023年 | 第25屆台北電影獎        | 最佳導演                             | 《哈勇家》       | 陳潔瑤                                                               | 提名 |
| 2023年 | 第25屆台北電影獎        | 最佳編劇                             | 《哈勇家》       | 陳潔瑤、謝惠菁                                                       | 提名 |

## 外部連結
- 陳潔瑤在互联网电影资料库（IMDb）上的資料（英文）（英文）